# Дуайт, Джеймс
Джеймс Дуайт (англ. James Dwight; 14 июля 1852, Париж, Франция — 13 июля 1917, Маттапойсетт, Массачусетс) — теннисный деятель США. Дуайт, один из первых игроков в лаун-теннис в США, стоял у истоков Ассоциации лаун-тенниса Соединённых Штатов (президентом которой был с 1882 по 1884 и с 1894 по 1911 годы) и национального чемпионата США. Пять раз становился чемпионом США в мужском парном разряде (с Ричардом Сирсом), финалист 1883 года в одиночном разряде. Член Международного зала теннисной славы с 1955 года.

## Биография
Джеймс Дуайт, родившийся в 1852 году в Массачусетсе, окончил Гарвардский университет, став после этого практикующим врачом. В начале 1870-х годов Дуайт был одним из пионеров лаун-тенниса в Соединённых Штатах. Уже в 1874 году он с помощью своего друга Фредерика Сирса установил теннисную сетку на лужайке рядом с домом своего дяди Уильяма Эплтона в Наханте (Массачусетс). Первый опыт, без размеченного корта, оказался неудачным, но друзья вернулись к новой игре через месяц и вошли во вкус. После этого Дуайт обучил игре в лаун-теннис нескольких друзей, среди которых был и младший брат Фредерика Сирса Ричард.
В 1876 году (за год до первого Уимблдонского турнира) усилиями Джеймса Дуайта и Фреда Сирса в Наханте прошёл круговой лаун-теннисный турнир, в котором использовалась система ведения счёта, позаимствованная из игры рэкетс. Дуайт стал его победителем, победив в финальном матче Фреда Сирса 12-15, 15-7, 15-13, а через год выиграл и второй аналогичный турнир.
В дальнейшем Дуайт был одним из главных организаторов первого чемпионата США по лаун-теннису, прошедшего на кортах казино в Ньюпорте, и Ассоциации лаун-тенниса Соединённых Штатов. Он занимал пост президента Ассоциации с 1882 по 1884 год и затем вновь с 1894 по 1911 год. Его ученик Ричард Сирс выиграл семь первых чемпионатов США в одиночном разряде, в том числе обыграв своего учителя в финале 1883 года. Вместе они выиграли чемпионат США в мужских парах пять раз: в 1882—1884, 1886 и 1887 годах (в 1885 году Дуайт не участвовал в турнире, и Сирс завоевал титул с другим партнёром). На протяжении более чем 30 лет Дуайт также выполнял на чемпионатах США функции рефери.
Придавая большое значение развитию международных связей, Дуайт был инициатором отправки американских теннисистов в Великобританию для обмена опытом. В 1883 году он стал одним из организаторов поездки в Англию братьев Джозефа и Кларенса Кларков, на тот момент одной из сильнейших пар в США. Кларки сыграли два товарищеских матча с Уильямом и Эрнестом Реншоу — лучшими теннисистами Британских островов, — уступив в обоих. На следующий год Дуайт отправился в Англию уже сам, став первым американцем, выигравшим матч на Уимблдонском турнире (он проиграл во втором круге Герберту Чиппу). В парном разряде они с Сирсом дошли до полуфинала, проиграв там братьям Реншоу. В 1885 году Дуайт стал на Уимблдоне полуфиналистом как в одиночном разряде (выиграв на пути туда три встречи подряд), так и в парном. В 1900 году Дуайт способствовал организации матча между сборными командами США и Великобритании на территории Лонгвудского крикетного клуба в Массачусетсе. Этот матч стал первым в истории международного соревнования, в дальнейшем получившего название Кубок Дэвиса в честь его инициатора — Дуайта Дэвиса.
Джеймс Дуайт умер в 1917 году. В 1955 году, в год основания Национального (позже Международного) зала теннисной славы Дуайт, известный как «отец американского лаун-тенниса», посмертно стал одним из его первых членов.

## Финалы чемпионата США за карьеру

### Одиночный разряд (0-1)
| Результат | Год  | Соперник в финале | Счёт в финале |
| --------- | ---- | ----------------- | ------------- |
| Поражение | 1883 | Ричард Сирс       | 2-6, 0-6, 7-9 |

### Мужской парный разряд (5-0)
| Результат | Год  | Партнёр     | Соперники в финале                                 | Счёт в финале           |
| --------- | ---- | ----------- | -------------------------------------------------- | ----------------------- |
| Победа    | 1882 | Ричард Сирс | Кроуфорд Найтингейл Джордж Смит                    | 6-2, 6-4, 6-4           |
| Победа    | 1883 | Ричард Сирс | Александр ван Ренсселер Артур Ньюболд              | 6-0, 6-2, 6-2           |
| Победа    | 1884 | Ричард Сирс | Александр ван Ренсселер Уолтер ван Ренсселер-Берри | 6-4, 6-1, 8-10, 6-4     |
| Победа    | 1886 | Ричард Сирс | Годфри Бринли Говард Тейлор                        | 6-3, 6-0, 6-2           |
| Победа    | 1887 | Ричард Сирс | Генри Слокам Говард Тейлор                         | 6-4, 3-6, 2-6, 6-3, 6-3 |